# Glanzfasanen
Die Glanzfasanen (Lophophorus) oder Monals repräsentieren eine Gattung von Fasanenartigen. Sie wurden erstmals 1813 von Coenraad Jacob Temminck beschrieben. Ihr Lebensraum sind die Rhododendronwälder in den Höhenlagen des Himalaya und Sichuans. 

## Merkmale
Die Männchen haben alle ein buntschillerndes, farbenprächtiges Gefieder. Ihr Körperbau ist eher plump. Ihre Nahrung besteht aus Pflanzen, wie Wurzeln und Zwiebeln und Insekten. Beim Paarungsverhalten spricht man von der sogenannten obligaten Polygynie. Das heißt, das Männchen paart sich mit mehreren Weibchen, wobei sich die Weibchen gegenseitig anbalzen und sich ihrerseits nur mit dem ausgewählten Männchen paaren und eine monogame Beziehung eingehen. Aufgrund von Lebensraumzerstörung und durch Jagd sind sie schon recht selten geworden und in ihrem Bestand gefährdet.

## Arten
Folgende 3 Arten gehören in diese Gattung:
- Grünschwanz-Glanzfasan (Lophophorus lhuysii)
- Weißschwanz-Glanzfasan (Lophophorus sclateri)
- Rostschwanz-Glanzfasan (Lophophorus impejanus)

## Haltung
Der Rostschwanz-Glanzfasan wird seit Mitte des 19. Jahrhunderts regelmäßig in Europa nachgezüchtet. Die Eier werden gewöhnlich entweder in einem Brutapparat oder durch eine Glucke erbrütet. Die Nachzucht des Grünschwanz-Glanzfasans ist bislang außerhalb von China nur dem Zoo von San Diego gelungen.

## Einzelbelege
1. ↑  W. Grummt, H. Strehlow (Hrsg.): Zootierhaltung Vögel. Verlag Harri Deutsch, Frankfurt am Main 2009, ISBN 978-3-8171-1636-2, S. 235